# Lipinia
Lipinia is een geslacht van hagedissen uit de familie skinken (Scincidae).

## Naam en indeling
Er zijn 29 soorten, inclusief de pas in 2014 beschreven soort Lipinia sekayuensis. Veel soorten werden eerder tot het geslacht Lygosoma gerekend. De soort Lipinia inconspicua werd lange tijd bij het geslacht Scincella ingedeeld en in sommige bronnen wordt nog de verouderde naam gebruikt. De wetenschappelijke naam van de groep werd voor het eerst voorgesteld door John Edward Gray in 1845.

## Uiterlijke kenmerken
De totale lichaamslengte inclusief de staart is ongeveer 10 tot 15 centimeter. De staart is iets langer dan het lichaam en de kop samen. De lichaamskleur is meestal bruin tot grijs, de meeste soorten hebben een duidelijke strepentekening. In de Engelse taal worden veel soorten aangeduid met 'striped skinks' (gestreepte skinken). De soort Lipinia vittigera heeft een helder gele tot knalrode staartkleur om vijanden af te leiden.
Alle soorten hebben matig tot goed ontwikkelde poten die relatief ver uit elkaar staan. De oogleden zijn beweeglijk, in het onderste ooglid is een doorzichtig venster aanwezig zodat de hagedis met gesloten ogen toch kan zien.

## Verspreiding en habitat
Alle soorten komen voor in delen van Zuidoost-Azië en Oceanië, en leven in de landen Cambodja, Fiji, Filipijnen, Guam, India, Indonesië, Maleisië, Micronesië, Myanmar, Palau, Papoea-Nieuw-Guinea, Singapore, Thailand, Toga, Tonga, Vanuatu en Vietnam.
Door de internationale natuurbeschermingsorganisatie IUCN is aan 23 soorten een beschermingsstatus toegewezen. Twaalf soorten worden als 'veilig' beschouwd (Least Concern of LC) en tien worden gezien als 'onzeker' (Data Deficient of DD). De soort Lipinia leptosoma ten slotte staat te boek als 'gevoelig' (Near Threatened of NT).

## Soorten
Het geslacht omvat de volgende soorten, met de auteur en het verspreidingsgebied.
| Naam                    | Auteur                                       | Verspreidingsgebied                                                          |
| ----------------------- | -------------------------------------------- | ---------------------------------------------------------------------------- |
| Lipinia albodorsalis    | Vogt, 1932                                   | Papoea-Nieuw-Guinea                                                          |
| Lipinia auriculata      | Taylor, 1917                                 | Filipijnen                                                                   |
| Lipinia cheesmanae      | Parker, 1940                                 | Indonesië, Nieuw-Guinea                                                      |
| Lipinia inconspicua     | Müller, 1894                                 | Indonesië                                                                    |
| Lipinia inexpectata     | Das & Austin, 2007                           | Indonesië                                                                    |
| Lipinia infralineolata  | Günther, 1873                                | Indonesië                                                                    |
| Lipinia leptosoma       | Brown & Fehlmann, 1958                       | Palau                                                                        |
| Lipinia longiceps       | Boulenger, 1895                              | Papoea-Nieuw-Guinea                                                          |
| Lipinia macrotympanum   | Stoliczka, 1873                              | India (Andamanen, Nicobaren)                                                 |
| Lipinia miangensis      | Werner, 1910                                 | Indonesië                                                                    |
| Lipinia nitens          | Peters, 1871                                 | Maleisië                                                                     |
| Lipinia noctua          | Lesson, 1826                                 | Fiji, Guam, Indonesië, Micronesië, Papoea-Nieuw-Guinea, Toga, Tonga, Vanuatu |
| Lipinia nototaenia      | Boulenger, 1914                              | Papoea-Nieuw-Guinea                                                          |
| Lipinia occidentalis    | Günther, 2000                                | Papoea-Nieuw-Guinea                                                          |
| Lipinia pulchella       | Gray, 1845                                   | Filipijnen                                                                   |
| Lipinia pulchra         | Boulenger, 1903                              | Papoea-Nieuw-Guinea                                                          |
| Lipinia quadrivittata   | Peters, 1867                                 | Filipijnen, India, Indonesië, Sula-eilanden, Thailand                        |
| Lipinia rabori          | Brown & Alcala, 1956                         | Filipijnen                                                                   |
| Lipinia relicta         | Vinciguerra, 1892                            | Indonesië                                                                    |
| Lipinia rouxi           | Hediger, 1934                                | Papoea-Nieuw-Guinea (Nieuw-Ierland)                                          |
| Lipinia sekayuensis     | Grismer, Ismail, Awang, Rizal & Alcala, 2014 | Maleisië                                                                     |
| Lipinia semperi         | Peters, 1867                                 | Filipijnen                                                                   |
| Lipinia septentrionalis | Günther, 2000                                | Papoea-Nieuw-Guinea                                                          |
| Lipinia subvittata      | Günther, 1873                                | Filipijnen, Indonesië                                                        |
| Lipinia surda           | Boulenger, 1900                              | Indonesië, Thailand                                                          |
| Lipinia venemai         | Brongersma, 1953                             | Indonesië, Nieuw-Guinea                                                      |
| Lipinia vittigera       | Boulenger, 1894                              | Cambodja, Indonesië, Maleisië, Myanmar, Singapore, Thailand, Vietnam         |
| Lipinia vulcania        | Girard, 1857                                 | Filipijnen                                                                   |
| Lipinia zamboangensis   | Brown & Alcala, 1963                         | Filipijnen                                                                   |